# Jacques Antoine
Jacques Antoine (Neuilly-sur-Seine, 14 de març de 1924 - 14è districte de París, 14 de setembre de 2012) fou un locutor de ràdio i televisió francès. Va ser el creador de programes de ràdio i concursos televisius com La Tête et les Jambes, Le Schmilblick, La Chasse aux trésors, Fort Boyard, i adaptador de formats estatunidencs com L'Académie des neuf, o Tournez manège.
També va participar en la redacció d'alguns guions per al cinema

## Biografia
Era net d'André Antoine, fundador del Théâtre-Libre i fill d'André-Paul Antoine, autor dramàtic i crític literari.
Des dels anys 1950 fins als 1990, Jacques Antoine va crear i produir nombrosos programes, inclosos més de concursos de ràdio i televisió, entre els més famosos dels països francòfons, com La Tête et les Jambes, Le Schmilblick, Les Jeux de 20 heures, La Course autour du monde, La Chasse aux trésors, L'Académie des neuf, Tournez manège i Fort Boyard, dels que va comprar els drets.
Va ser director dels programes de Télé Monte-Carlo de 1963 a 1977.
A la dècada de 1950, també va escriure o co-escriure el guió d'algunes pel·lícules com La Vache et le Prisonnier el 1959, extreta del seu conte Une histoire vraie.
Va morir el 14 de setembre de 2012 per una aturada cardíaca. Per a l'animador Pierre Bellemare, es tractava de "home més innovador que vam tenir en aquesta professió després de la guerra". Rémy Pflimlin, president de France Télévisions, per la seva banda parla de "qui ha contribuït a la creació i producció dels primers jocs de televisió emblemàtics del grup".

## Emissions

### Ràdio
- Vous êtes formidable
- Cent francs par seconde
- Les Dossiers d'Interpol
- Au nom de l'amour
- Histoires extraordinaires
- Histoires vraies
- Les Contes du pot de terre contre le pot de fer
- Les Dossiers extraordinaires
- Les Aventuriers
- Les Nouveaux Dossiers extraordinaires
- Dossier secrets
- Quand les femmes tuent
- Les assassins sont parmi nous

### Televisió
- Télé Match (1954-1961), presentat per Pierre Bellemare;
- La Tête et les Jambes (1960-1966 i 1975-1978), presentat per Pierre Bellemare i Philippe Gildas;
- Le Francophonissime (1969-1981), presentat per Pierre Tchernia, Georges de Caunes, després per Jean Chatel i finalment Fabrice;
- Le Schmilblick (1969-1970) amb Jacques Solness, presentat per Guy Lux;
- La Course autour du monde (1976-1984), presentat per Roger Bourgeon; després per Didier Régnier.
- Les Jeux de 20 heures (1976-1987), amb Jacques Solness, presentat per Maurice Favières et Jacques Capelovici ;
- Le Parti d'en rire (1980-1986), presentat per Fabrice ;
- La Chasse aux trésors (1981-1985), presentat per Philippe de Dieuleveult i Philippe Gildas, després Jean Lanzi i Marie-Thérèse Cuny i finalment Didier Lecat i Elsa Manet ;
- Le Grand Raid (1984-1985), presentat per Noël Mamère i Didier Régnier ;
- L'Académie des neuf (1982-1991), presentat per Jean-Pierre Foucault (adaptació del concurs estatunidenc The Hollywood Squares) ;
- Tournez manège (1985-1993 i 2009-2010), presentat per Évelyne Leclercq, Simone Garnier i Fabienne Égal i després per Sébastien Cauet ;
- Je compte sur toi (1990), presentat per Olivier Lejeune, assistit per Valérie Lamour. Creat per Jacques Antoine, en col·laboració amb Jean Yanne. Posteriorment fou venut dos anys després a Rai 2 sota el títol Conto su di te ;
- Fort Boyard (després 1990), presentat per diversos presentadors com Patrice Laffont it Olivier Minne ;
- The Crystal Maze (1990-1995), adaptació de Fort Boyard per la televisió anglesa
- Une famille en or (depuis 1990), presentat per Patrick Roy i Laurent Cabrol ;
- La Ligne de chance (1991), presentat per Amanda Mc Lane i Patrick Simpson-Jones, després amb Jacques Perrotte ;
- Superchamps (1991), presentat per Eric Bacos i Jacques Perrotte per Tilt productions.
- Pas de panique (1991), presentat per Amanda Mc Lane produït per Jacques Antoine per JAC.
- La Piste de Xapatan (1992), presentat per Sophie Davant i Grégory Frank ;
- Les Mondes fantastiques (1992-1995), adaptació del concepte de The Crystal Maze per a infants.
- Le Trésor de Pago Pago (1993-1994), presentat per Olivier Chiabodo i Sophie Lafortune.
- Un pour tous (1993-1994), presentat per Cendrine Dominguez i Christian Morin.

## Filmografia
com a coautor o guionista
- À pied, à cheval et en voiture de Maurice Delbez, 1957 (amb Serge Boissac i Jean-Jacques Vital)
- La Vache et le Prisonnier d'Henri Verneuil, 1959 (autor de l'obra base del guió)
- Les Yeux de l'amour de Denys de La Patellière, 1959 (autor de l'obra base del guió)

com a productor
- La Classe (emissió televisiva), 1987
- Fort Boyard (concurs), 1990

## Publicacions
- (amb Pierre Bellemare), Les Dossiers extraordinaires de Pierre Bellemare, Paris, Fayard, 1976
- (amb Pierre Bellemare), Les Nouveaux Dossiers extraordinaires de Pierre Bellemare, Paris, Fayard, 1977
- (amb Pierre Bellemare), Les Aventuriers, Paris, Fayard, 1978
- (amb Pierre Bellemare), Les Dossiers d'Interpol, Paris, Édition n. 1, 1979
- (amb Pierre Bellemare), Histoires vraies, Paris, Édition n. 1, 1981
- (amb Pierre Bellemare), Quand les femmes tuent, Paris, Édition n. 1, 1983
- (amb Pierre Bellemare i Marie-Thérèse Cuny), Dossiers secrets, Paris, Édition n. 1, 1984